# Тарговиська (Підкарпатське воєводство)
Тарговиська (пол. Targowiska) — село в Польщі, у гміні Мейсце-П'ястове Кросненського повіту Підкарпатського воєводства.
Населення — 2779 осіб (2011).
У 1975-1998 роках село належало до Кросненського воєводства.

## Демографія
Демографічна структура станом на 31 березня 2011 року:
|          | Загалом | Допрацездатний вік | Працездатний вік | Постпрацездатний вік |
| -------- | ------- | ------------------ | ---------------- | -------------------- |
| Чоловіки | 1354    | 315                | 888              | 151                  |
| Жінки    | 1425    | 295                | 815              | 315                  |
| Разом    | 2779    | 610                | 1703             | 466                  |